# Cryptopygus aquae
Cryptopygus aquae är en urinsektsart som först beskrevs av Christine D. Bacon 1914.  Cryptopygus aquae ingår i släktet Cryptopygus och familjen Isotomidae. Inga underarter finns listade i Catalogue of Life.